# Bromseby naturreservat
Bromseby naturreservat är ett naturreservat i Vallentuna kommun i Stockholms län.
Området är naturskyddat sedan 1946 och är 18 hektar stort. Reservatet omfattar en höjd flankerad av två våtmarker och bäckar. Reservatet består av tallskog och barrsumpskog.